# Giorgio Donati
Giorgio Donati (Moncalieri, 17 marzo 1924 – Verona, 8 dicembre 2020) è stato un generale italiano, ex comandante del IV Corpo d’Armata Alpino e del Comando Forze Terrestri Alleate del Sud Europa.

## Biografia
Nato a Moncalieri nel 1924, giovanissimo ha abbracciato la carriera delle armi frequentando nel 1939-1941 la scuola militare di Roma e successivamente la regia accademia di artiglieria e genio di Torino. Nominato sottotenente, all'8 settembre 1943, Donati ha aderito al governo monarchico del Sud partecipando alla guerra di liberazione con il  Gruppo di combattimento "Legnano". Si distinse in particolar modo nella conquista del Monte Marrone e nel combattimento di Val Canneto al punto che fu decorato con due Croci di Guerra.
Con la fine del conflitto ha proseguito la sua carriera militare nel corpo degli alpini fino a raggiungere nel 1974-75 il comando come generale della Brigata alpina "Cadore"  e nel 1980, promosso Generale di corpo d'armata, ha assunto il comando del IV Corpo d’Armata Alpino di Bolzano fino al 1981.
Nel maggio 1983 è stato nominato al vertice del Comando Forze Terrestri Alleate del Sud Europa di Verona,  incarico che ha mantenuto fino al 15 maggio 1987 quand'è stato posto in congedo. Il 30 giugno 1985 è stato nominato Presidente del Consiglio Superiore delle Forze Armate.

## Scritti
- Giorgio Donati, "The Defence of North-East Italy", 'NATO's Sixteen Nations', maggio-giugno 1983.